# John Alvin (Schauspieler)
John Alvin Hoffstadt (* 24. Oktober 1917 in Chicago, Illinois; † 27. Februar 2009 in Thousand Oaks, Kalifornien) war ein US-amerikanischer Schauspieler.

## Leben
John Alvin Hoffstadt wurde als Sohn eines Chirurgen und einer Opernsängerin in Chicago geboren. Bereits während seiner Highschool-Zeit interessierte er sich für die Schauspielerei, sodass er 1939 nach Kalifornien zog, um am Pasadena Playhouse Schauspiel zu studieren. Dort lernte er auch seine zukünftige Frau June kennen, die er 1947 ehelichte und mit der er bis zu seinem Tod 2009 zusammen blieb. Mit dem Ausbruch des Zweiten Weltkriegs legte er seinen Nachnamen ab und nannte sich fortan nur noch John Alvin. Während dieser Zeit unterzeichnete er auch einen exklusiven Vierjahresvertrag mit Warner Bros., wodurch er in über 25 Filmproduktionen Warners, häufig ohne Erwähnung im Abspann, auftrat.
Bis zu seinem Karriereende, welche mit seinem letzten Film Taschengeld endete, trat Alvin vermehrt in Fernsehserien und -filmen auf, seltener in Kinofilmen wie Das Mädchen Irma la Douce und Ein tödlicher Traum. Neben vereinzelten Gastauftritten in Serien wie Der unglaubliche Hulk und Mord ist ihr Hobby waren Alvins Rollen häufig so unbedeutend, dass er in vielen Produktionen nicht im Abspann erwähnt wurde. Obwohl er regelmäßig als Schauspieler beschäftigt war, hatte er in keiner der Produktionen eine tragende Hauptrolle.
Am 27. Februar 2009 verstarb Alvin an den Folgen eines Sturzes, den er in seinem Pflegeheim, das er seit 20 Jahren bewohnte, erlitt. Er wurde eingeäschert und seine Asche wurde über den Pazifik verstreut. Er hinterließ seine Frau, einen Sohn und eine Tochter, sowie vier Enkel und drei Urenkel. Ein Sohn verstarb bereits 1969 an einer Überdosis Drogen.

## Filmografie (Auswahl)

### Film
- 1943: Blutiger Schnee (Northern Pursuit)
- 1944: Fünf Helden (The Sullivans)
- 1944: Janie
- 1945: Der Held von Burma (Objective, Burma!)
- 1945: Ein Mann der Tat (San Antonio)
- 1946: Drei Fremde (Three Strangers)
- 1946: Der Schatten einer Frau (Shadow of a Woman)
- 1946: Die Bestie mit den fünf Fingern (The Beast with five Fingers)
- 1946: Tag und Nacht denk’ ich an Dich (Night and Day)
- 1946: Nora Prentiss
- 1947: Das tiefe Tal (Deep Valley)
- 1947: Schmutzige Dollars (Cheyenne)
- 1948: The Babe Ruth Story
- 1949: Ein Mann wie Sprengstoff (The Fountainhead)
- 1950: Zwischen zwei Frauen (Bright Leaf)
- 1950: Gangster ohne Gnade (This Side of the Law)
- 1950: Der Panther (Highway 301)
- 1950: Einsame Herzen (Lonely Heart Bandits)
- 1951: Come Fill the Cup
- 1951: Anwalt des Verbrechens (The Unknown Man)
- 1951: Ein Herz für Danny (Close to My Heart)
- 1952: Im Banne des Teufels (The Iron Mistress)
- 1952: Teufelskerle des Ozeans (Torpedo Alley)
- 1953: Du und keine andere (Dream Wife)
- 1954: Hotel Schanghai (The Shanghai Story)
- 1954: Schwaches Alibi (Naked Alibi)
- 1963: Das Mädchen Irma la Douce (Irma la Douce)
- 1964: Marnie
- 1970: Zehn Stunden Zeit für Virgil Tibbs (They Call Me MISTER Tibbs!)
- 1980: Ein tödlicher Traum (Somewhere in Time)
- 1984: Die Lüge – Trauerflor für zwei Geliebte (Passions)
- 1987: Dennis – Der Quälgeist (Dennis the Menace)
- 1994: Taschengeld (Milk Money)

### Serie
- 1949–1952: The Lone Ranger (fünf Folgen)
- 1958–1962: Perry Mason (vier Folgen)
- 1965: Lassie (zwei Folgen)
- 1965: Mein Onkel vom Mars (My favorite Martian, eine Folge)
- 1977–1980: Lou Grant (drei Folgen)
- 1978: Der unglaubliche Hulk (The Incredible Hulk, eine Folge)
- 1980: Hart aber herzlich (Hart to Hart, Folge 1x20 Brillanten auf Kreuzfahrt (Cruise at Your Own Risk))
- 1981: Hart aber herzlich (Hart to Hart, 1 Folge)
- 1986: Mord ist ihr Hobby (Murder, She Wrote, zwei Folgen)